# Aktiengesellschaft (Polen)
Die Spółka akcyjna, kurz S. A., ist die polnische Form der Aktiengesellschaft.

## Gründung
Für die Gründung benötigt man ein Stammkapital von 100.000 Złoty (entspricht 23.796 Euro, Wechselkurs vom 
21. März 2025). Eine Aktie muss einen Nominalwert von mindestens 1 Grosz haben. Die Haftung dieser Gesellschaftsform ist in Polen auf die Höhe des Grundkapitals begrenzt. Die Firma der Aktiengesellschaft kann frei gewählt werden, muss aber mindestens die Abkürzung S. A. bzw. SA enthalten.
In der Gründungsphase haften die handelnden Personen und die Gesellschaft gesamtschuldnerisch für die eingegangenen Verpflichtungen. Die Eintragung ins staatliche  Handelsregister (Krajowy Rejestr Sądowy, abgekürzt KRS) bewirkt eine Aktiengesellschaft als juristische Person.

## Organe
Die Aktiengesellschaft muss über die Organe Hauptversammlung, Vorstand und Aufsichtsrat verfügen. Ersteres ist das Hauptorgan und muss innerhalb von sechs Monaten nach dem beendeten Geschäftsjahr einberufen werden. Veranlasst wird dies, wenn es die Satzung so regelt oder der Vorstand bzw. der Aufsichtsrat die Hauptversammlung für erforderlich hält.
Der Vorstand vertritt die Aktiengesellschaft und führt deren Geschäfte aus. Der Aufsichtsrat überwacht die Tätigkeiten des Vorstands und besteht aus mindestens drei, bei börsennotierten Aktiengesellschaften mindestens aus fünf Aufsichtsräten.